# Walter Jertz
Walter Jertz (* 31. Mai 1945 in Mainz) ist ein deutscher Generalleutnant außer Dienst der Luftwaffe der Bundeswehr und Autor. Er war von 2002 bis 2006 Befehlshaber des Luftwaffenführungskommandos. Von 2018 bis 2021 war er ehrenamtlicher Stadtbürgermeister von Oppenheim.

## Leben
Jertz verlebte Kindheit und Jugend in Oppenheim am Rhein. 1965 schloss er am dortigen Neusprachlichen Gymnasium seine Schulausbildung mit dem Abitur ab. 
1965 trat Jertz als Offizier- und Flugzeugführeranwärter in die Luftwaffe ein. Nach bestandener Offizier- und Pilotenausbildung in Deutschland und in den Vereinigten Staaten von Amerika wurde er zum Jagdbombergeschwader 31 „Boelcke“ nach Nörvenich versetzt, wo er als Jagdbomberpilot das Waffensystem Lockheed F-104 („Starfighter“) flog.
Von 1976 bis 1978 erfolgte die Ausbildung zum Offizier im Generalstabsdienst im 21. Generalstabslehrgang Luftwaffe an der Führungsakademie der Bundeswehr in Hamburg. Es folgten Verwendungen im Wechsel zwischen Truppen- und Generalstabsdienst in der Bundeswehr und im integrierten (NATO) Bereich. 1983 wurde er auf das Waffensystem Tornado umgeschult. Von 1988 bis 1990 befehligte er im Range eines Obersts als Kommodore das Jagdbombergeschwader 32 in Lechfeld. Im April 1994 wurde er – unter gleichzeitiger Beförderung zum Brigadegeneral – Chef des Stabes Luftwaffenkommando Süd in Meßstetten.
Juni 1995 wurde Jertz die unmittelbare Führung über alle im ehemaligen Jugoslawien zur Friedenssicherung eingesetzten deutschen Luftwaffenkräfte übertragen. Dies war der erste Einsatz deutscher Soldaten auf der Grundlage eines Bundestagsbeschlusses seit Bestehen der Bundesrepublik Deutschland. Nach sechs Monaten kehrte er nach Deutschland zurück.
Von April 1996 bis September 2000 führte Jertz die 1. Luftwaffendivision mit Sitz in Karlsruhe. In diese Zeit – Ende April 1999 bis Mitte Juni 1999 – fiel seine Tätigkeit als militärischer Pressesprecher der NATO während der Operation Allied Force im Kosovo-Krieg.
Von Oktober 2000 bis September 2001 befehligte Jertz, der inzwischen zum Generalleutnant befördert worden war, in Personalunion drei militärische Hauptquartiere: das nationale Luftwaffenkommando Nord, den NATO-Gefechtsstand Combined Air Operations Centre 2 und den Reaction Force Air Staff in Kalkar, Niederrhein. 
Ab Oktober 2002 war Jertz Befehlshaber des Luftwaffenführungskommandos in Köln-Wahn und damit truppendienstlicher Vorgesetzter aller Angehörigen der Einsatzverbände der Luftwaffe. Ihm unterstanden rund 32.000 Soldaten, etwa 8000 zivile Mitarbeiter sowie 460 Kampf- und rund 100 Transportflugzeuge der Luftwaffe, die für den Einsatz und für humanitäre Hilfeleistungen eingesetzt werden konnten.
Im Mai 2006 wurde Jertz in den Ruhestand versetzt.
Für den wegen des Verdachts der Untreue und zwielichtiger Geschäfte vom Bürgermeisteramt von Oppenheim zurückgetretenen Marcus Held schlug ein überparteiliches Bündnis den parteilosen Jertz für die Wahl zum Bürgermeister am 3. Juni 2018 vor, bei der er mit 84,6 % der Stimmen gewählt wurde. Es gab keinen Gegenkandidaten, die Wahlbeteiligung lag bei 40,8 %. Die Vereidigung fand am Abend des 21. Juni 2018 statt. Bei der Kommunalwahl 2019 wurde Jertz mit 88,4 Prozent der abgegebenen Stimmen gegen den Kandidaten der Wählergruppe Bürgerliste Oppenheim Helmut Krethe wiedergewählt. Zum 30. September 2021 legte Jertz das Amt krankheitshalber nieder.

## Auszeichnungen
Jertz ist Träger des Verdienstkreuzes am Bande des Verdienstordens der Bundesrepublik Deutschland. Als militärische Orden und Ehrenzeichen wurden ihm er das Ehrenkreuz der Bundeswehr in Gold, die Einsatzmedaille der Bundeswehr (United Nation Peace Force), die NATO-Medaille (für den Einsatz im ehemaligen Jugoslawien), die Ehrenmedaille der Tschechischen Luftstreitkräfte „50 Jahre NATO“ sowie das Verdienstkreuz des Verteidigungsministers der Tschechischen Republik in Gold verliehen.
Für sein Engagement im Rahmen humanitärer Hilfeleistungen und für seine Bemühungen um das tolerante Miteinander von Menschen wurde ihm der KulturPreis Sonderpreis 2006 des KulturForumsEuropa verliehen.

## Sonstiges
Jertz ist verheiratet, evangelisch und Vater einer Tochter und eines Sohnes.
Jertz unterstützt  die „Deutsche Thalassämie e.V.“ und die von Bundeswehrsoldaten ins Leben gerufene Hilfsaktion „Children Art Soldiers Help e.V.“.

## Bücher

### Sachbücher
- Im Dienste des Friedens – Tornados über Bosnien. 1997.
- Im Dienste des Friedens – Tornados über dem Balkan. 2. Auflage. 2000, ISBN 3-7637-6204-3.
- Krieg der Worte – Macht der Bilder. Bernard und Graefe, Bonn 2001, ISBN 3-7637-6210-8.
- Tornado – Technik, Taktik, Einsatz. 2005, ISBN 3-7637-6256-6.
- (Hrsg.): Strategisches Informations- und Kommunikationsmanagement – Handbuch der sicherheitspolitischen Kommunikation und Medienarbeit. 2006, ISBN 3-7637-6274-4.

### Kinderbücher
- Walter Jertz (Text), Nathalie Müller (Illustrationen): Band 1 Kommst Du mit nach Afrika? 2003, ISBN 3-00-012573-6.[8]
- Walter Jertz (Text), Nathalie Müller (Illustrationen): Band 2 Erzähl mir mehr von Afrika! 2005, ISBN 3-00-016666-1.
- Walter Jertz (Text), Nathalie Müller (Illustrationen): Band 3 Zurück in Afrika. 2008, ISBN 978-3-00-023190-2.

### Mitautor und Beiträge
- Einsatz der Luftwaffe über Bosnien. In: Peter Goebel (Hrsg.): Von Kambodscha bis Kosovo. Auslandseinsätze der Bundeswehr. 2000.
- Karin Storch im Gespräch mit Peter Forster, Walter Jertz und Friedrich Kittler: Sind Bilder Waffen? In: Peter Christian Hall: Krieg mit Bildern. Wie Fernsehen Wirklichkeit konstruiert. 2001.
- Information Warfare – Medienarbeit als ein Mittel von Führung am Beispiel des Kosovokonflikts. In: Gerhard P. Groß (Hrsg.): Führungsdenken in Europäischen und Nordamerikanischen Streitkräften im 19. und 20. Jahrhundert. 2001.
- Die Zukunft nationaler Luftstreitkräfte im Rahmen der Europäischen Sicherheits- und Verteidigungspolitik (ESVP) – Eine Perspektive militärischer Multinationalität? In: Werner Hoyer, Gerd F. Kaldrack (Hrsg.): Europäische Sicherheits- und Verteidigungspolitik (ESVP). Der Weg zu integrierten europäischen Streitkräften? 2002.
- Die NATO-Friedensbemühungen auf dem Balkan: „Information Warfare/Information Operations“ – eine bewertende Darstellung am Beispiel des Luftstreitkräfteeinsatzes „Operation Allied Force“ / The NATO Peace Efforts in the Balkans: „Information Warfare/Information Operations“ an Assessment using the Example of the Air Force Action „Operation Allied Force“. In: Bundesnachrichtendienst, Information Warfare – Kampf mit und um Informationen. 2003.
- mit Carsten Bockstette: Militärpolitische Perzeptionen und die Zukunftsperspektiven des strategischen Informationsmanagements. Die Entwicklung der Krisenkommunikation von der Kosovo Operation „Allied Force 1999“ zur Operation „Iraqi Freedom“. In: Christian Büttner, Joachim von Gottberg, Verena Metze-Mangold (Hrsg.): Der Krieg in den Medien. 2004.
- mit Carsten Bockstette: „Strategisches Informationsmanagement“. Informations- und Öffentlichkeitsarbeit aus militärischer Perspektive. In: Martin Löffelholz (Hrsg.): Krieg als Medienereignis II – Krisenkommunikation im 21. Jahrhundert. 2004.
- mit Carsten Bockstette: Perspektywy Zarzadzania Strategicznego Informacjami / Militärpolitische Perzeptionen und die Zukunftsperspektiven des strategischen Informationsmanagements. Die Entwicklung der Krisenkommunikation von der „Kosovo Operation Allied Force 1999 zur Operation „Iraqui Freedom““. In: Akademia Obrony Narodowej. Zeszyty Naukowe, Warszawa, 2004.
- Die Luftwaffe über Bosnien-Herzegowina 1995. In: 50 Jahre Bundeswehr – Entschieden für Frieden. 2005.
- Medien und Sicherheitspolitik: Erfahrungen als erster Nationaler Befehlshaber im Einsatz und als militärischer Sprecher im NATO HQ. In: Dieter Ose (Hrsg.): Sicherheitspolitische Kommunikation im Wandel. 2008.
- Gemeinsame Europäische Streitkräfte – Vision oder Illusion. In: Olaf Leiße (Hrsg.): Reformen für Europa. 2011.